# Уманець Василь Андрійович
Василь Андрійович Уманець (нар. 2 травня 1916, с. Рубченки — пом. 1996) — український композитор, педагог та бандурист, кандидат мистецтвознавства, доцент Київського педагогічного інституту.

## Життєпис
Родом з Київщини, музичну освіту здобув у Київській консерваторії (1945). Учень Миколи Грисенка.
Викладач музичних шкіл Києва і Дніпра.
Доцент Київського педагогічного університету ім. М. Драгоманова.
Твори для симфонічного оркестра, струнного квартету, солоспіви на слова українських поетів, пісні для дітей, обробки народних пісень; праці на теми української хорової музики.

## Публікації
- Участь жінок у кобзарському виконавстві / Василь Уманець // Бандура. — 1997. — № 59–60. — С. 11–12.
- Зародження і розвиток кобзарського професіоналізму. Перший ансамбль (1918 р.). Розвиток кобзарства у 20-ті роки / Василь Уманець // Бандура, 1995. — № 53-54. — С. 18-22.
- Мистецтво кобзарів-бандуристів на сучасному етапі / Василь Уманець // Бандура. — 1995. — № 53-54. — С. 1-10.
- Педагогічна і виконавська діяльність М.Леонтовича. Музика в школі. Збірник статей. Випуск 5. — Київ: Музична Україна, 1979. С. 69–91.
- Де ж ти, Веснонько?. Хорові твори українських композиторів [Ноти]: для дитячого та жіночого хору / Міністерство освіти і науки України, Національний педагогічний університет М. П. Драгоманова, Інститут мистецтв ; упорядник доцент І. Зеленецька. — Київ: Національний педагогічний ун-т ім. М. П. Драгоманова, 2004. — 179 с.
- Зоре моя вечірняя [Ноти]: збірка хорових творів та пісень на вірші Тараса Шевченка; для дітей середнього і старшого шкільного віку / упорядники К. Войтех, В. Горбатюк. — вид. 2, зі змінами. — Київ: Музична Україна, 1988. — 44 с.
- У гаю, гаю… [Ноти]: для тенора в супроводі фортепіано / Василь Уманець; Слова Т. Шевченка. Київ: Спілка Композиторів України, 1964. — 8 с.
- Якби мені, мамо, намисто [Ноти]: для сопрано в супроводі ф-на / Василь Уманець; Слова Т. Шевченка. — Київ, 1965. — 10 с.
- По діброві вітер віє [Ноти]: українська народна пісня / обробка Василя Уманця; слова Т. Шевченка // Збірник пісень для школярів: Методика музичного виховання дітей: Навчальний посібник для вищих навчальних закладів І-ІІ рівнів акредитації. — Вінниця: Нова книга, 2007. — Ч. 2 Нотний додаток. — С.110–111.